# Hans Gabriel (Maler)
Hans Gabriel (* 1897 in Graudenz; † 1940 in Berlin) war ein deutscher Maler des Spätexpressionismus.

## Leben und Werk

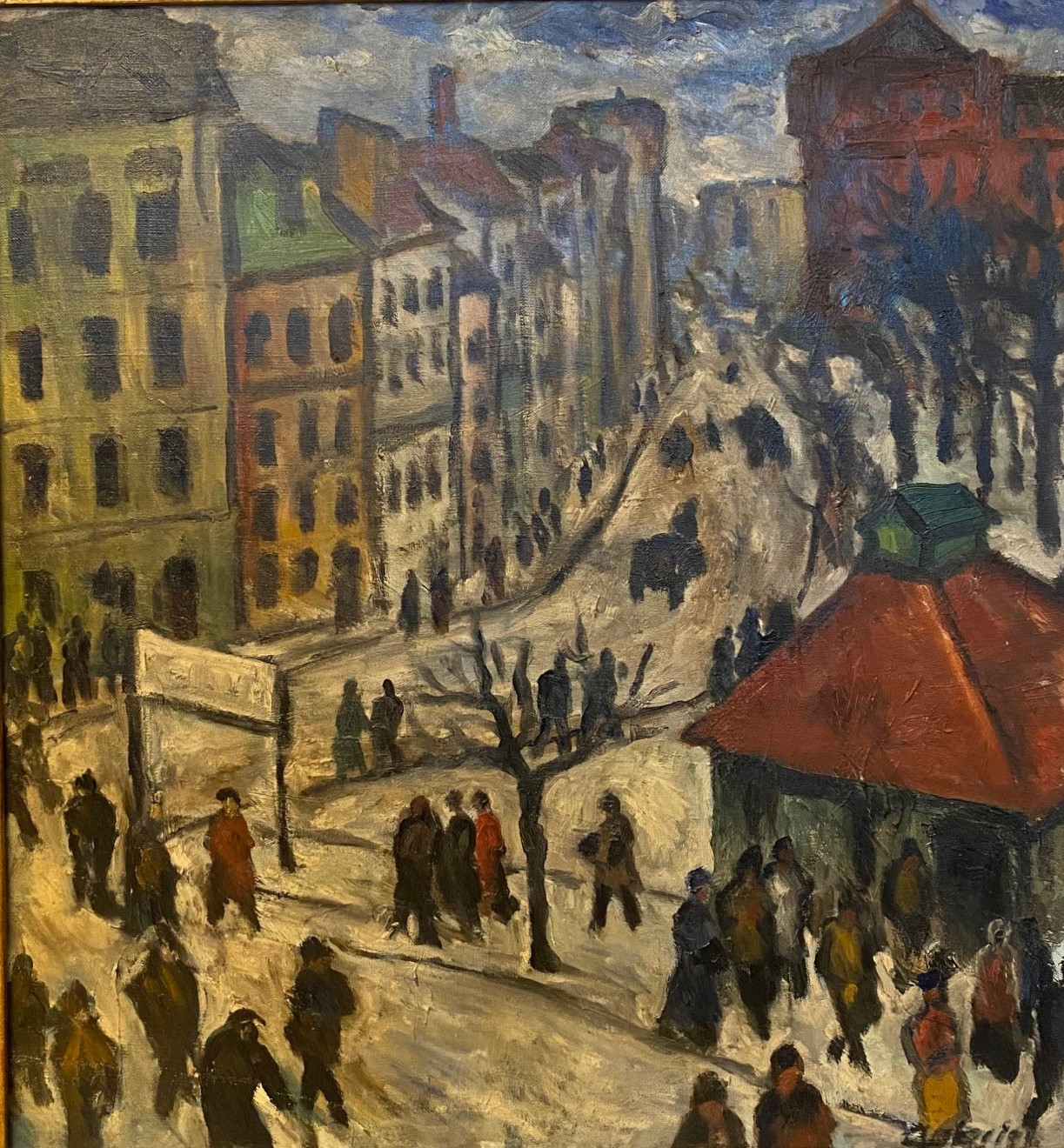
Hans Gabriel: Winterliche Berliner Straßenszene (um 1929)

Hans Gabriel wurde im westpreußischen Graudenz geboren. Er studierte nach Schul- und Militärzeit Anfang der 1920er Jahre bei Klaus Richter an der Kunstakademie Königsberg. 1925 zog Gabriel nach Berlin und legte dort 1927 sein Abschlussexamen für das künstlerische Lehramt ab. Nach seiner Referendarzeit war Gabriel ab 1930 als verbeamteter Studienrat an einem Gymnasium in Zehlendorf tätig. Nach Beginn des Zweiten Weltkrieges wurde er als Soldat zum Frankreichfeldzug eingezogen und dort schwer verwundet. Er wurde nach Berl verlegt und starb dort 1940 an einer Lungenentzündung.
Hans Gabriel schuf insbesondere expressionistische Zeichnungen und Radierungen, die das Leben in den Berliner Vororten zum Gegenstand hatten. Inspiriert durch die Werke von Otto Antoine, Lovis Corinth, Otto Dix und Max Beckmann entstanden kleinbürgerliche Milieustudien (z. B. Hinterhöfe, Rummelplätze und Kaschemmen). Auch in seinen Ölbildern spiegelt sich der spätexpressionistische Malduktus wider. Sein Werk umfasst ca. 300 Arbeiten, davon 50 Radierungen, die alle vor 1930 entstanden, und von denen nur wenige Abzüge vorhanden sind.
Hans Gabriel gehört zu den Künstlern der sogenannten „verschollenen Generation“, über die heute immer noch recht wenig bekannt ist. 1977 wurde ihm eine Einzelausstellung gewidmet, die sein Werk posthum würdigte. Zu Lebzeiten beteiligte er sich an Ausstellungen in Königsberg und Berlin.
Wolfgang Thiede schrieb 1977 in seinem Vorwort zum Katalog der Ausstellung Hans Gabriel: ein verschollener Künstler der 20er Jahre: „Trotz Freundschaft mit Artur Degner und Rudolf Grossmann und trotz kleiner Ausstellungsbeteiligungen hat Hans Gabriel, reiselustig und immerfort malend, ein sehr persönliches, zurückgezogenes Leben geführt, das ihn dem Ausstellungs- und Kunstbetrieb seiner Zeit nicht eben näherbrachte. Seine gesamte Korrespondenz und der größere Teil seiner Werke sind vernichtet worden. Daß Hans Gabriel fast ausschließlich für die eigene Schublade produzierte, bezahlte er mit dem Vergessen.“

## Einzelausstellungen
- 17. März – 30. Juli 1977: Hans Gabriel: ein verschollener Künstler der 20er Jahre. AGO-Galerie Wolfgang Thiede, Berlin.